# Queso Cotija
El queso Cotija es considerado por algunos autores como uno de los principales quesos mexicanos genuinos debido a su identidad definida y su amplia cobertura en el mercado nacional. 
El queso Cotija es de gran formato, pues se produce en voluminosas  piezas cilíndricas con un diámetro de entre 40- 18 cm. Su peso aproximado es de 23 kg cuando esta recién hecho y llega a reducirse a 18 kg después de tres meses, es un queso añejo (mínimo tres meses),  su pasta puede ser prensada, firme, granulosa o tajable de acuerdo al proceso de cada productor. Posee corteza propia que se forma de manera natural.
Es de los pocos quesos que cuentan con el nombramiento de Marca Colectiva "Cotija Región de Origen", aunque hay productores independientes de la marca colectiva y que son de la zona productora de queso cotija que cuentan con su propia marca, estableciendo las características que debe tener un queso para ser considerado queso cotija y pueda ser comercializado como tal.
Se elabora solo en época de lluvias (julio-septiembre), y diversos estudios han establecido que el Queso Cotija Región de Origen MC contiene antioxidantes, vitamina A, vitamina C, calcio, proteína, grasas benéficas y omegas 6 y 3. Además de que su consumo no causa ningún daño al consumidor siendo que es elaborado de forma artesanal con leche de vaca  "sin pasteurizar". 

## Historia
Desde finales del siglo XVI, los españoles criollos y mestizos que se fueron estableciendo en Cotija y posteriormente en las serranías de sus alrededores en busca de oro y espacio libre para sus reses, sentaron las bases para que muy pronto Cotija se convirtiera en el centro rector de una extensa y accidentada región ganadera. 
Asimismo, el asentamiento español llegó a abarcar todo el extremo occidental de lo que hoy es el estado de Michoacán y su aledaño antiguo corregimiento de Jilotlán, en Jalisco. 
En su lenta, progresiva y espontánea expansión los miembros de la sociedad ranchera fueron imponiendo la actividad ganadera y dentro de ella la elaboración del queso. En temporada de lluvias era imposible que los rancheros llegaran al poblado más cercano a comercializarlo puesto que sus caminos se encontraban dañados por las lluvias es por eso que se los productores lo almacenaban durante esta temporada tiempo que beneficiaba a su maduración de forma natural. Su proceso de maduración se da mínimo 3 meses y actualmente no se sabe el máximo ya que un queso bien elaborado puede durar años.Ya cuando los caminos estaban "optimos" por llamarlos de alguna manera el queso era  trasladado a lomo de una mula primero al poblado de Cotija es por esto que se empieza a popularizar como"Queso Cotija" pero realmente nace  en  la sierra de Jalmich. Esta región se localiza en las inmediaciones serranas de los estados de Jalisco y Michoacán, lugar que fue bautizado de esta manera por Don Luis Gonzalés fundador del Colegio de Michoacán. Los municipios que lo integran son; Santa María del Oro,Jal., sur de Tocumbo y de Cotija, Mich., principalmente. Por la forma de producir el queso, más que por condiciones climatologías.
Actualmente existe el nombramiento de Marca Colectiva Región de Origen para los quesos que se producen en esta zona, para este reconocimiento se tuvo que definir las características físicas y químicas de los quesos producidos dentro de la zona.
Aunque el nombre de Cotija se usa para quesos semejantes que poseen un gran formato y que son secos, muchos de estos quesos no comparten las características propias del queso lo que muchas veces lleva a la usurpación  y engaño al consumidos para aumentar el precio, esto sucede más a menudo por las  grandes industrias.

## Reconocimientos
Desde el año 2000 se realiza la Feria Regional del Queso Cotija 
En el año 2001 se forma la Asociación Regional de Productores del Queso Cotija 
En el año 2005 obtuvo la Marca Colectiva "Queso Cotija Región de Origen", nombramiento que beneficia a la distinción y protección oficial para evitar la imitación (Tipo Cotija) y desprestigio del mismo.
Ganador del primer lugar en el campeonato mundial de quesos de calidad realizado en Italia en el año 2006.
Actualmente cuenta con El Mesón del queso Cotija (centro de acopio, maduración y control de calidad)  
Objeto de estudio de diversos actores; académicos, técnicos, funcionarios y comercializa dores que han contribuido a su documentación.

## Comercialización del Queso
Los principales destinos del queso a la hora de comercializarlos son:
Cotija, Michoacán (de ahí el nombre), Tacatzcuaro, Santa Inés, Tocumbo Michoacán, Los Reyes, y en la región de Tierra Caliente donde se elabora la mayoría y con mejor calidad debido al clima seco siendo así el lugar de mejor elaboración de este queso.
Todos éstos están en el estado de Michoacán, aunque en años recientes se ha expandido a otros destinos de la República llegando, incluso, a los Estados Unidos por medio de los migrantes que año con año regresan al terruño y se llevan parte de la producción para su consumo.
Cabe destacar que dichas poblaciones son aledañas a la región denominada El Potrero de Herrera, región que comprende gran parte del municipio de Tocumbo y Cotija en Michoacán y Santa Maria del oro (Municipio Manuel M. Diéguez) en el estado de Jalisco, y donde están asentadas las rancherías donde se produce este importante producto lácteo (queso Cotija) e importantes subproductos lácteos como requesón, jocoque y crema.